# Diessenhofen (gemeente)
Diessenhofen is een gemeente en plaats in het Zwitserse kanton Thurgau, en maakt deel uit van het district Frauenfeld.

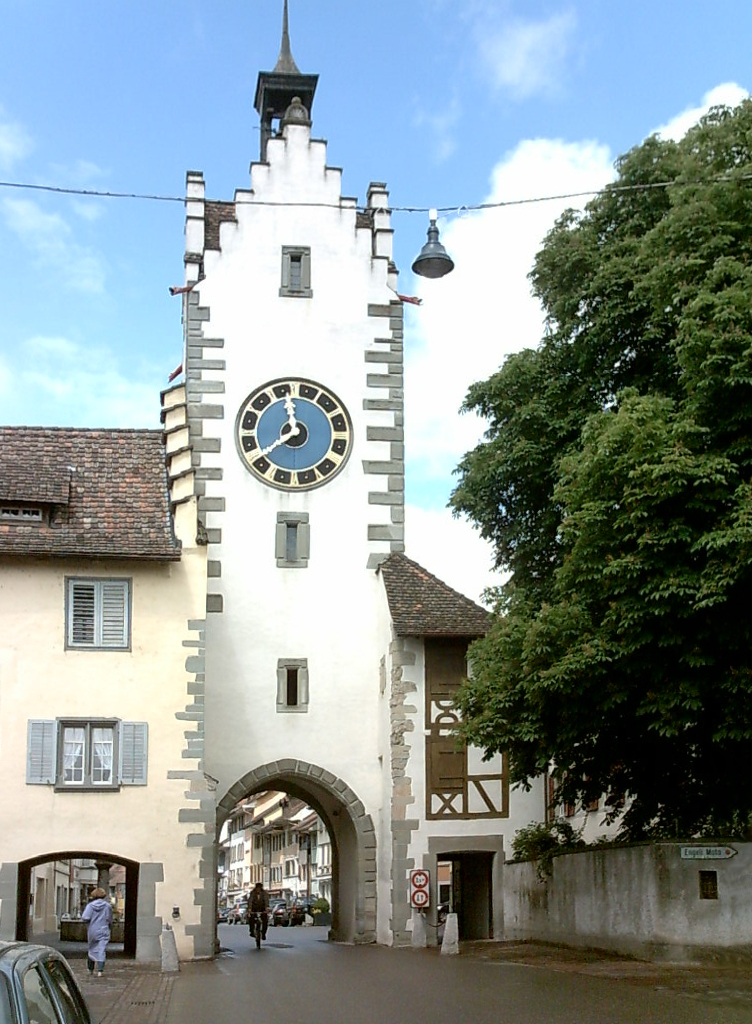
De Siegelturm

Diessenhofen telt 3222 inwoners.